# Eois grataria
Eois grataria là một loài bướm đêm trong họ Geometridae.